# فیروکوکسیب
فیروکوکسیب (انگلیسی: Firocoxib) (با نام‌های تجاری Equioxx و Previcox) یک داروی ضد التهابی غیر استروئیدی از کلاس مهارکننده انتخابی کوکس۲ است که هم‌اکنون برای استفاده در سگ‌ها و اسب‌ها مورد تأیید قرار می‌گیرد. فیروکوکسیب نخستین مهارکننده COX-2 بود که توسط FDA برای اسب‌ها تأیید شده بود. این برای استفاده در پزشکی انسانی مورد استفاده قرار نمی‌گیرد.